# Důchodové pojištění
Důchodové pojištění (příp. též penzijní pojištění, I. pilíř) tvoří spolu s nemocenským pojištěním součást sociálního zabezpečení.
Zákon o důchodovém pojištění upravuje hmotné zabezpečení pojištěnců pro případ stáří, poklesu pracovní schopnosti z důvodu dlouhodobě nepříznivého zdravotního stavu (tj. invalidity) a úmrtí živitele prostřednictvím důchodů. Jiné dávky se z důchodového pojištění neposkytují. Důchodové pojištění je podle zákona jednotné pro všechny skupiny pojištěnců, tj. zaměstnance, osoby ve služebním poměru, členy družstev, osoby samostatně výdělečně činné a další skupiny pojištěnců. Při splnění stanovených podmínek je pojištění povinné (jen v určitém rozsahu je možné se účastnit dobrovolně).

## Historie
Na sklonku 90. let minulého století přijaly státy střední a východní Evropy zásadní změny právní úpravy důchodového systému. Tato reforma byla vedena nezbytností přetvořit velmi nákladnou úpravu důchodů, kdy toto uspořádání bylo hrazeno ze zdrojů podniků, na pevný důchodový systém, který by zvýšil podíl pojištěných osob ve vztahu ke hrazení nákladů a poskytl jim vyšší ochranu práv nabytých v tomto systému. Výsledkem reformy byl smíšený systém veřejnoprávního a soukromého uspořádání, který by měl zahrnovat stálá a udržitelná práva.
V roce 1996 klesla sazba důchodového pojištění na 26 % (důchodový účet měl pak záporné saldo). Když se v roce 2004 zvýšila na 28 %, důchodový systém se dostal ze ztrát.
Česká důchodová reforma byla zásadní změnou důchodového systému v České republice. Nově vznikl tzv. II. pilíř, neboli důchodové spoření, do kterého bylo možné dobrovolně vstoupit od 1. ledna 2013. Byla představena ekonomickými ministry vlády ČR v únoru 2011. Lidé si sami mohli vybrat, zda budou spořit část svých peněz na důchod v soukromých penzijních fondech. Kromě změny systému důchodů, bylo součástí reformy i sjednocení výše DPH na 17,5 %, aby se vyrovnaly ztráty příjmů státního rozpočtu.
Důchodový systém se skládá ze tří pilířů:
1. Důchodové pojištění
2. Důchodové spoření
3. Doplňkové penzijní připojištění (spoření)

První pilíř představuje zajištění od státu. Ve druhém pilíři se účastníci zajišťovali svými vlastními prostředky s výraznou podporou státu, který jim umožnil vyvést 3 % ze státního prvního pilíře na jejich soukromé účty v důchodovém pojištění. Druhý pilíř byl ke dni 1. 1. 2016 zrušen. Třetí pilíř je čistě soukromý, ale stát jej podporuje pomocí státních příspěvků. Mohou do něj přispívat také zaměstnavatelé.

## Základní pojmy

### Účast na pojištění
Účast je povinná pro tyto fyzické osoby:
- zaměstnanci v pracovním poměru,
- osoby ve služebním poměru (vojáci z povolání, příslušníky PČR, Vězeňské služby, Hasičského záchranného sboru a další)
- členové družstev,
- osoby samostatně výdělečně činné (OSVČ),
- zaměstnanci činní na základě DPP a DPČ,
- soudci,
- členové zastupitelstev územních samosprávních celků,
- poslanci Poslanecké sněmovny a senátoři Parlamentu ČR,
- prezident republiky, členové vlády a další.[7]

Pojištěncem se rozumí ten, který je nebo byl účasten pojištění. Rozlišujeme účast povinnou a dobrovolnou (souběh obou je možný):
- povinná účast - podmínkou je ukončení povinné školní docházky a
- dobrovolná účast - podmínkou je dosažení 18 let věku a podání písemné přihlášky u okresní správy sociálního zabezpečení do konce roku 2009.[8]

### Doby pojištění
Zákon o důchodovém pojištění rozlišuje u dob pojištění dva pojmy: dobu pojištění a náhradní dobu pojištění. Pro vznik nároku na důchod ve výši procentní výměry důchodu se náhradní doba pojištění hodnotí stejně jako doba pojištění, pokud v zákoně o důchodovém pojištění není stanoveno jinak. Základní rozdíl mezi těmito dva pojmy je ten, že za dobu pojištění se platí pojistné na důchodové pojištění, zatímco za náhradní dobu pojištění se toto pojistné neplatí.
Za dobu pojištění je tedy považováno to období, ve kterém za osoby účastnící se důchodového pojištění bylo zaplaceno pojistné. Podmínka je většinou považována za splněnou i přesto, že zaměstnavatel pojistné neodvedl. Za dobu pojištění nelze považovat měsíc, ve kterém nebyly dosaženy požadované příjmy, pro zaplacení pojistného. Omluvné důvody se vztahují na pracovní neschopnost, ošetřování dítěte (do 10 let věku) či jiné blízké osoby a těhotenství.

### Důchodový věk
| Rok narození | Muži    | Ženy (podle počtu dětí) | Ženy (podle počtu dětí) | Ženy (podle počtu dětí) | Ženy (podle počtu dětí) | Ženy (podle počtu dětí) |
| Rok narození | Muži    | 0                       | 1                       | 2                       | 3 a 4                   | 5 a více                |
| ------------ | ------- | ----------------------- | ----------------------- | ----------------------- | ----------------------- | ----------------------- |
| 1936         | 60r+2m  | 57r                     | 56r                     | 55r                     | 54r                     | 53r                     |
| 1940         | 60r+10m | 57r+8m                  | 56r+4m                  | 55r                     | 54r                     | 53r                     |
| 1945         | 61r+8m  | 59r+4m                  | 58r                     | 56r+8m                  | 55r+4m                  | 54r                     |
| 1950         | 62r+6m  | 61r                     | 59r+8m                  | 58r+4m                  | 57r                     | 55r+8m                  |
| 1955         | 63r+4m  | 62r+8m                  | 61r+4m                  | 60r                     | 58r+8m                  | 57r+4m                  |
| 1960         | 64r+2m  | 64r+2m                  | 63r+8m                  | 62r+2m                  | 60r+8m                  | 59r+2m                  |
| 1965         | 65r     | 65r                     | 65r                     | 64r+8m                  | 63r+2m                  | 61r+8m                  |
| 1970         | 65r+10m | 65r+10m                 | 65r+10m                 | 65r+10m                 | 65r+8m                  | 64r+2m                  |
| 1975         | 66r+8m  | 66r+8m                  | 66r+8m                  | 66r+8m                  | 66r+8m                  | 66r+8m                  |
| 1977         | 67r     | 67r                     | 67r                     | 67r                     | 67r                     | 67r                     |

Důchodový věk je diferencován podle toho, zda se jedná o muže nebo o ženu. U žen pak záleží na počtu vychovaných dětí. Dalším kritériem stanovení důchodového věku je rok narození pojištěnce, tj. zda se narodil před rokem 1936, v období let 1936 až 1968 a po roce 1968. Důchodový věk můžeme pro zjednodušení rozdělit na obecný (v závislosti na časovém období - specificky vymezen) a snížený (podle počtu strávených let ve vymezených zaměstnáních).

### Druhy důchodů
Z důchodového pojištění se poskytují tzv. dávky důchodového pojištění.
Přímé - jejich výše (procentní výměra) se odvozuje z výše příjmů pojištěnce:
- starobní,
- plně invalidní a
- částečně invalidní.

Odvozené (pozůstalostní) - jejich výše (procentní výměra) se odvozuje z výše důchodu jiné osoby, tj. zemřelého důchodce nebo pojištěnce:
- vdovský,
- vdovecký a
- sirotčí.[12][13]

#### Starobní důchod
Pojištěnec má nárok na starobní důchod, jestliže získal potřebnou dobu pojištění a dosáhl stanoveného věku (v roce 2015 dosáhl důchodového věku a splnil 31 let doby pojištění), popř. splňuje další podmínky stanovené v zákoně o důchodovém pojištění. Výše důchodu se skládá ze základní výměry (2400 Kč pro rok 2015) a výměry procentní. Výše procentní výměry se obecně určuje stanovenou procentní sazbou z výpočtového základu podle získané doby pojištění. Rozlišuje se doba pojištění získaná do vzniku nároku na tento důchod (1,5 % výpočtového základu za každý celý kalendářní rok) a doba získaná po vzniku nároku na tento důchod (důchod se bude stanoveným způsobem zvyšovat).
Valorizace důchodů v ČR podléhá zákonu o důchodovém pojištění, podle kterého je pravidelně k 1. lednu důchod zvyšován. Důchod se zvyšuje o inflaci a k tomu se navyšuje o třetinu růstu reálných mezd. U předčasných důchodů se před dosažením důchodového věku zvyšuje pouze pevná část důchodu. Při vyšší inflaci během roku může dojít i k další, mimořádné valorizaci mimo lednový termín.
Vývoj důchodů od roku 1989 do současnosti je na webu ČSÚ.

#### Invalidní důchod
Pojištěnec má nárok na tento důchod, jestliže nedosáhl věku 65 let nebo důchodového věku, je-li vyšší, a stal se:
1. invalidním a získal potřebnou dobu pojištění, pokud nesplnil ke dni vzniku invalidity podmínku nároku na obecný starobní důchod, popřípadě, byl-li přiznán předčasný starobní důchod, pokud nedosáhl důchodového věku, nebo
2. invalidním následkem pracovního úrazu nebo nemoci z povolání.

Invalidita se posuzuje na základě poklesu pracovní neschopnosti nejméně o 35 %. Posuzují ji lékaři okresních správ sociálního zabezpečení při zjišťovacích lékařských prohlídkách a při kontrolních prohlídkách. Rozlišujeme 3 stupně:
1. nejméně o 35% a nejvíce o 49%, jedná se o invaliditu prvního stupně,
2. nejméně o 50% a nejvíce o 69%, druhý stupeň a
3. nejméně o 70%, třetí stupeň.

Potřebná doba pojištění je upravená v zákoně o důchodovém pojištění a je odstupňovaná podle věku pojištěnce. U pojištěnce nad 28 let činí potřebná doba pojištění 5 let v období posledních 10 let před vznikem invalidity a u pojištěnce ve věku nad 38 let ještě 10 let v období posledních 20 let před vznikem invalidity.
Základní výměra invalidního důchodu náleží v obecné výši (v roce 2015 ve výši 2400 Kč měsíčně). Procentní výměra se stanoví tak, že za každý rok doby pojištění činí:
1. 0,5% výpočtového základu měsíčně, jedná-li se o invaliditu prvního stupně,
2. 0,75% výpočtového základu, jedná-li se o invaliditu druhého stupně a
3. 1,5% výpočtového základu, jedná-li se o invaliditu třetího stupně.

Při změně invalidity nedochází k zániku nároku na tento důchod. Stanoví se jen nová výše procentní výměry v závislosti na novém stupni invalidity.

#### Vdovský a vdovecký důchod
Vdova má nárok na vdovský důchod po manželovi, který byl buď poživatelem starobního nebo invalidního důchodu, nebo splnil ke dni smrti podmínku potřebné doby pojištění pro nárok na invalidní důchod, podmínky nároku na důchod starobní, nebo zemřel následkem pracovního úrazu.
Vdovský důchod náleží vždy po dobu jednoho roku od smrti manžela. Po uplynutí této doby má vdova nárok na vdovský důchod, jestliže splňuje alespoň jednu z následujících podmínek:
1. pečuje o nezaopatřené dítě,
2. pečuje o dítě, které je závislé na péči jiné osoby ve stupni II., III. a nebo IV.,
3. pečuje o svého rodiče nebo rodiče zemřelého manžela, který s ní žije v domácnosti a je závislý na péči jiné osoby ve II., III. a IV. stupni,
4. je invalidní ve třetím stupni nebo
5. dosáhla alespoň věku nejméně o 4 roky nižšího, než činí důchodový věk, stanovený pro muže stejného data narození.

Nárok zaniká:
1. přestala-li být plněna podmínka uvedená pod body 1. až 4. výše,
2. uzavřením nového manželství nebo
3. dnem právní moci rozhodnutí soudu o tom, že vdova úmyslně způsobila smrt svého manžela jako pachatelka, spolupachatelka nebo účastnice trestného činu.

Základní výměra činí měsíčně 2400 Kč v roce 2015. Procentní výměra činí 50% výměry starobního nebo invalidního důchodu pro invaliditu třetího stupně, na který měl nebo by měl nárok zemřelý v době smrti.

#### Sirotčí důchod
Na sirotčí důchod má nárok nezaopatřené dítě, zemře-li rodič (osvojitel) dítěte nebo osoba, která převzala dítě do péče nahrazující péči rodičů na základě rozhodnutí soudu o svěření dítěte do výchovy jiné osoby. Rodič (osvojitel) a uvedená osoba však museli splňovat stejné podmínky jako zemřelý manžel pro nárok na vdovský důchod. Nárok na sirotčí důchod vzniká i v případě, že zemřelá osoba splnila jen polovinu potřebné doby pro vznik nároku na invalidní důchod. Nárok nevzniká po pěstounovi nebo jeho manželovi. V případě úmrtí obou rodičů vzniká nárok na tento důchod po každém z rodičů.
Nárok zaniká, přestane-li být dítě nezaopatřené (dovršením 26 let věku nebo ukončením soustavné přípravy na budoucí povolání) nebo osvojením anebo na základě rozhodnutí soudu, že dítě úmyslně způsobilo smrt osoby, po níž náleží sirotčí důchod.
Základní výměra důchodu činí 2400 Kč pro rok 2015. Výše procentní výměry 40% výměry starobního nebo invalidního důchodu pro invaliditu třetího stupně, na který měl nebo by měl nárok zemřelý rodič. Oboustranně osiřelému dítěti náleží 40 % výměry důchodů po každém z rodičů, základní výměra však náleží pouze jednou.

## Nárok na důchod a jeho výplata
Nárok na důchod mají všichni, kteří splní podmínky stanovené zákonem o důchodovém pojištění. Podmínky jsou odlišné pro jednotlivé typy důchodů. Nárok nezaniká uplynutím času. Vzniká v případě, že je splněna podmínka nároku na důchod, jsou splněny podmínky pro jeho výplatu (příjem z výdělečné činnosti) či byla podána žádost o přiznání nebo vyplacení důchodu.
Nárok na výplatu důchodu se liší od nároku na důchod. Zaniká uplynutím 5 let ode dne, za který důchod náleží. Lze uzavřít dohodu o srážkách, ale jen pro pohledávky na výživném a na úhradu přeplatku na důchodu.
Důchod lze přiznat jen na základě písemné žádosti oprávněné osoby. Řízení o změně poskytování nebo výše již přiznaného důchodu se zahajuje na základě písemné žádosti nebo z podnětu orgánu, který je příslušný rozhodnutí o této změně.
Důchody se vyplácejí buď v hotovosti, nebo na účet příslušné banky (na základě žádosti příjemce). Občanům umístěným v ústavech sociální péče je prováděna výplata v hotovosti prostřednictvím ústavů. V nemocničních zařízeních lze o výplatu požádat, bude-li pobyt trvat déle než 1 měsíc.

### Výplata dávek důchodového pojištění
Za příjemce důchodu se považuje oprávněný, jeho zákonný zástupce nebo zvláštní příjemce (občan určený rozhodnutím obecního úřadu).
Výplata dávek probíhá pravidelně v měsíčních lhůtách (určuje plátce dávky). Pokud byl důchod vyplacen ve vyšší částce nebo neprávem (příjemce nesplnil některou z daných povinností), má plátce nárok na jeho navrácení; tento nárok zaniká po 5 letech ode dne vyplacení dávky. Jedinci, který musí na základě rozhodnutí pravomocného orgánu důchodového pojištění vrátit dávku, je možné srazit přeplatek z důchodu, mzdy nebo jiného příjmu.

### Opravné prostředky proti rozhodnutí ve věcech důchodového pojištění
Proti rozhodnutí České správy sociálního zabezpečení lze podat od roku 2010 jako řádný opravný prostředek písemné námitky, a to do 30 dnů ode dne oznámení rozhodnutí účastníků řízení. Námitky se podávají u ČSSZ nebo u kterékoliv okresní správy sociálního zabezpečení. Proti rozhodnutí o námitkách lze podat žalobu, o níž rozhoduje soud.

## Orgány důchodového pojištění
- Ministerstvo práce a sociálních věcí (MPSV)
- Česká správa sociálního zabezpečení (ČSSZ)
- Okresní správy sociálního zabezpečení (OSSZ)
- Ministerstvo vnitra
- Ministerstvo obrany

Výpočet důchodu
- počet dní 13514
- počet průměrných dní 30,4167
- základní důchod 4040